# Seebe
Seebe est une communauté située dans la province d'Alberta, dans le sud-ouest.